# جيروم تشارتير
جيروم تشارتير هو مسير أعمال وسياسي فرنسي، ولد في 14 نوفمبر 1966 في باريس في فرنسا. نشط حزبياً في الاتحاد من أجل حركة شعبية والتجمع من أجل الجمهورية.

## مناصب
- انتخب عضو المجلس المحلي لإيل دو فرانس ‏ عن دائرة فال دواز وقد انضم خلال فترته النيابية ‏ (13 ديسمبر 2015 – ) للكتلة البرلمانية .
- انتخب Mayor of Domont ‏ (25 يونيو 1995 – 4 يناير 2016).
- انتخب نائب فرنسي عن دائرة Val-d'Oise's 7th constituency [الإنجليزية]‏ خلال فترته النيابية (20 يونيو 2012 – 20 يونيو 2017).
- انتخب نائب فرنسي عن دائرة Val-d'Oise's 7th constituency [الإنجليزية]‏ خلال فترته النيابية [الإنجليزية]‏ (20 يونيو 2007 – 19 يونيو 2012).
- انتخب نائب فرنسي عن دائرة Val-d'Oise's 7th constituency [الإنجليزية]‏ خلال فترته النيابية  [لغات أخرى]‏ (19 يونيو 2002 – 19 يونيو 2007).

## وصلات خارجية
- الموقع الرسمي